# 11948 Justinehenin
11948 Justinehenin este o planetă minoră (asteroid) din centura de asteroizi. A fost descoperită pe 18 august 1993 la observatoire de la Côte d'Azur⁠(d) de Eric Walter Elst și a fost numită după Justine Henin. 
Obiectul prezintă o orbită caracterizată de o semiaxă mare de 3,1996094 UAi, o excentricitate de 0,12, o înclinație de 1,89137 ° în raport cu ecliptica.